# غوردون أرمسترونغ
غوردون أرمسترونغ (بالإنجليزية: Gordon Armstrong)‏ (15 يوليو 1967 بنيوكاسل أبون تاين في المملكة المتحدة - ) هو لاعب كرة قدم بريطاني في مركز الوسط. لعب مع نادي أكرينغتون ستانلي ونادي بريستول سيتي ونادي بوري ونادي بيرنلي ونادي سندرلاند ونادي نورثامبتون تاون ونادي رادكليف ‏ ونادي ستاليبريدج سيلتيك.

## وصلات خارجية
- غوردون أرمسترونغ على موقع قاعدة بيانات كرة القدم.إي يو (الإنجليزية)
- غوردون أرمسترونغ على موقع Soccerbase.com (لاعب) (الإنجليزية)